# Adam Norrodin
Adam Norrodin (né le 13 juin 1998) est un pilote de moto malaisien. Il a fait son entrée en Championnat du Monde Moto3 en 2016, après avoir participé au Championnat du Monde FIM CEV Moto3 Junior.

## Statistiques

### Pré-GP
2014 - 31e en Championnat du Monde FIM CEV Moto3 Junior
2014 - 7e de l'Asia Talent Cup
2015 - 30e du Championnat du Monde FIM CEV Moto3 Junior
2015 - 8e de l'Asia Talent Cup

### Grands Prix
En 2016, Adam Norrodin fait ses débuts en Championnat du Monde avec le Drive M7 SIC Racing Team. En Argentine, pendant que son compatriote Khairul Idham Pawi remporte le Grand Prix, il chute à quelques mètres de l'arrivée alors que le premier podium de sa carrière lui tendait les bras.

#### Par saison
| Année | Cat.  | Moto  | Équipe                   | Départs | Victoires | Podiums | Poles | M. tour | Points | Classement |
| ----- | ----- | ----- | ------------------------ | ------- | --------- | ------- | ----- | ------- | ------ | ---------- |
| 2016  | Moto3 | Honda | Drive M7 SIC Racing Team | 14      | 0         | 0       | 0     | 0       | 5*     | 29*        |
| Total | 14    | 0     | 0                        | 0       | 0         | 5       | 0     | 0       | 5*     | 29*        |

- * Saison en cours.

#### Courses par année
| Année | Classe | Moto  | 1      | 2      | 3       | 4      | 5       | 6      | 7        | 8      | 9       | 10     | 11      | 12     | 13     | 14     | 15  | 16  | 17  | 18  | Pos. | Pts |
| ----- | ------ | ----- | ------ | ------ | ------- | ------ | ------- | ------ | -------- | ------ | ------- | ------ | ------- | ------ | ------ | ------ | --- | --- | --- | --- | ---- | --- |
| 2016  | Moto3  | Honda | QAT 20 | ARG 11 | AME Ret | SPA 16 | FRA Ret | ITA 22 | CHAT Ret | NED 19 | GER Ret | AUT 23 | CZE Ret | GBR 23 | RSM 23 | ARA 23 | JPN | AUS | MAL | VAL | 29*  | 5*  |

- * Saison en cours